# Новороманово (Калманський район)
Новорома́ново (рос. Новороманово) — село у складі Калманського району Алтайського краю, Росія. Адміністративний центр Новоромановської сільської ради.
Стара назва — Новоромановка.

## Населення
Населення — 3252 особи (2010; 2779 у 2002).
Національний склад (станом на 2002 рік):
- росіяни — 92 %